# Гатчина (футбольный клуб)
«Гатчина» — российский футбольный клуб из одноимённого города. Создан в 1991 году под названием «Строитель». На следующий год сменил название на «Апекс», а в 1993 — на ФК «Гатчина». На протяжении пяти с половиной сезонов участвовал в первенстве и Кубке России по футболу. Домашние матчи проводил на стадионе «Спартак».
Лучшее достижение в первенстве России — 7 место в 4 зоне второй лиги в 1992 году. Бессменным главным тренером команды был Николай Государенков. В сезоне 1997 года, не доиграв матчи первого круга, клуб снялся с турнира из-за финансовых проблем.

## История

### ФК «Гатчина»

#### Статистика выступлений на нелюбительском уровне
| Сезон | Лига                      | Место    | И  | В  | Н  | П  | М     | О  | Кубок | Примечания                                      |                                                 |
| ----- | ------------------------- | -------- | -- | -- | -- | -- | ----- | -- | ----- | ----------------------------------------------- | ----------------------------------------------- |
| 1992  | Вторая лига, 4 зона       | 7 из 20  | 38 | 16 | 13 | 9  | 50-33 | 45 | 1/128 |                                                 |                                                 |
| 1993  | Вторая лига, 5 зона       | 9 из 16  | 30 | 11 | 9  | 10 | 37-24 | 31 | 1/128 | Выбыл в 3-ю лигу                                |                                                 |
| 1994  | Третья лига, 4 зона       | из 13    | 24 | 17 | 5  | 2  | 50-14 | 39 | 1/64  | Вышел во 2-ю лигу                               |                                                 |
| 1995  | Вторая лига, зона «Запад» | 15 из 22 | 42 | 15 | 5  | 22 | 49-58 | 50 | 1/32  |                                                 |                                                 |
| 1996  | Вторая лига, зона «Запад» | 13 из 20 | 38 | 12 | 10 | 16 | 45-46 | 46 | 1/64  |                                                 |                                                 |
| 1997  | Вторая лига, зона «Запад» | —        | 17 | 5  | 3  | 9  | 14-22 | 18 | 1/256 | Снялся по ходу сезона, результаты аннулированы. | Снялся по ходу сезона, результаты аннулированы. |

### ЛФК «Гатчина»
В 2015 году была образована любительская команда «Гатчина» (создана на базе детской футбольной школы «Гатчина»), участвовала в соревнованиях регионального уровня и МРО «Северо-Запад». В 2019 году в этих турнирах стала участвовать гатчинская команда спортшколы «Ленинградца».
| Сезон | Турнир                           | Место     | И  | В  | Н | П  | М     | О  | Примечания                                |
| ----- | -------------------------------- | --------- | -- | -- | - | -- | ----- | -- | ----------------------------------------- |
| 2015  | Чемпионат Ленинградской области  | 14        | 30 | 5  | 1 | 24 | 35-88 | 16 |                                           |
| 2016  | Чемпионат Ленинградской области  | 11        | 22 | 4  | 1 | 17 | 34-94 | 13 |                                           |
| 2017  | Чемпионат Ленинградской области  | 3         | 18 | 11 | 4 | 3  | 60-29 | 37 |                                           |
| 2018  | Чемпионат Ленинградской области  | 6 (из 12) | 22 | 9  | 2 | 11 | 48-44 | 29 | Выход в финал кубка Ленинградской области |
| 2018  | III дивизион, МРО «Северо-Запад» | 6 (из 6)  | 20 | 2  | 1 | 27 | 21-82 | 7  |                                           |